# Nagy József (labdarúgó, 1892)
Nagy József (Budapest, 1892. október 15. – Budapest, 1963. január 22.) négyszeres magyar bajnok labdarúgó, csatár, edző. A svéd labdarúgó-válogatott szövetségi kapitánya az 1934-es és 1938-as világbajnokságon.

## Pályafutása

### Játékosként
1918-tól 1922-ig négy szezont töltött az MTK-ban, mind a négy évben a bajnokcsapat tagja volt. 

### Edzőként
1922-től 1959-ig különböző svéd csapatoknál edzősködött.
Az 1924. évi nyári olimpiai játékok labdarúgó tornáján a bronzérmes svéd labdarúgó-válogatott edzője volt.
Aktív labdarúgó pályafutását Svédországban fejezte be. Szakmai felkészültsége alapján felkérték a nemzeti válogatott irányítására. Három alkalommal volt szövetségi kapitány: 1924-1927 között, majd a világbajnokságra történő felkészülénsél 1934-ben és 1938-ban. Olaszországba a II., az 1934-es labdarúgó-világbajnokságon és Franciaországba a III., az 1938-as labdarúgó-világbajnokságon a Svédország nemzeti tizenegyének szövetségi kapitányaként szolgált. 1934-ben a 8., 1938-ban a 4. helyet szerezték meg.

## Sikerei, díjai

### Játékosként
- Magyar bajnokság
  - bajnok: 1918–19, 1919–20, 1920–21, 1921–22

### Edzőként
- Olimpiai játékok
  - bronzérmes: 1924, Párizs - Svédország
- Közép-európai kupa (KK)
  - győztes: 1932 - Bologna FC 1909
- Világbajnokság
  - 4.: 1938 - Franciaország - Svédország